# Korczak
Korczak é um filme de drama polonês de 1990 dirigido e escrito por Andrzej Wajda. Foi selecionado como representante da Polônia à edição do Oscar 1991, organizada pela Academia de Artes e Ciências Cinematográficas.

## Elenco
- Wojciech Pszoniak - Henryk Goldszmit vel Janusz Korczak
- Ewa Dałkowska - Stefania 'Stefa' Wilczynska
- Teresa Budzisz-Krzyżanowska - Maryna Rogowska-Falska
- Marzena Trybała - Estera
- Piotr Kozłowski - Heniek
- Zbigniew Zamachowski - Ichak Szulc
- Jan Peszek - Max Bauer
- Aleksander Bardini - Adam Czerniaków
- Maria Chwalibóg - esposa de Czerniaków
- Andrzej Kopiczyński - Dyrektor w Polskim Radiu
- Krystyna Zachwatowicz - mãe de Szloma
- Jerzy Zass
- Wojciech Klata - Szloma
- Michał Staszczak - Józek